# 영주 김씨
영주 김씨(永州金氏)는 경상북도 영천시를 본관으로 하는 한국의 성씨이다.
시조 김문조(金文祚)은 신라 왕실의 후손이며, 정랑(正郞)직을 지냈다고 전해진다.

## 참고 자료
- “영주김씨(永州金氏)”. 뿌리를 찾아서.[깨진 링크(과거 내용 찾기)]